# 愛德華八世冰架
愛德華八世冰架是南極洲的冰架，處於愛德華八世灣，挪威的製圖師根據探險隊把北部繪入地圖，1954年澳大利亞研究隊伍首次踏足該冰架。
66°50′S 56°33′E / 66.833°S 56.550°E